# Lukiškės (věznice)
Věznice Lukiškės (litevsky Lukiškių tardymo izoliatorius kalėjimas) je věznice v centrální části litevského hlavního města Vilnius, nacházející se poblíž náměstí Lukiškės. K roku 2007 v ní bylo umístěno zhruba 1000 vězňů, které střežilo na 250 zaměstnanců vězeňské služby. Většina místních vězňů zde byla v rámci vazby, zhruba 180 dalších však ve věznici byla umístěna natrvalo.
Věznice byla postavena v roce 1904 v době, kdy Litva byla součástí carského Ruska. V té době šlo o jedno z technologicky nejvyspělejších vězeňských zařízení v Rusku. Mělo centrální topení, vodovod, moderní odpady a ventilaci. Vězeňský komplex rovněž zahrnuje ortodoxní kostel svatého Mikuláše. V červnu 1941 popravovala sovětská tajná služba NKVD ve vězení zdejší zajatce. Věznice se stala nechvalně známou během německé okupace Litvy, kdy ji využívalo gestapo a litevská tajná policie Saugumas pro zadržování tisíců Židů z vilniuského ghetta a Poláků, zatčených v Łapankas v reakci na akce polského odboje. Většina z těchto vězňů byla posléze vyvedena na předměstí Vilniusu a popravena u města Ponary. Když Sověti území opětovně okupovali v roce 1944, zabrala věznici opět NKVD, která tu zadržovala tisíce polských aktivistů a partyzánů.
Mezi zdejší významné vězně patřil například Menachem Begin, pozdější izraelský premiér a nositel Nobelovy ceny za mír, vězněný v letech 1940 až 1941 tajnou službou NKVD.